# NedCar Access
De NedCar Access is een in 1995 gemaakt en in 1996 voorgesteld prototype van een auto van de Nederlandse autofabrikant NedCar.
De auto was een vijfdeurs gezinsauto met een voorin geplaatste viercilinder motor met automatische versnellingsbak. De auto was (deels) gemaakt van aluminium en woog slechts 850 kg, waardoor het brandstofverbruik 4,7 L/100km is. Andere vernieuwingen waren opschakelen met zogenaamde flippers.
De auto kreeg (samen met de Lotus Elise) de prijs European Aluminium Award Automotive en was ontwikkeld met steun van het Nederlandse Ministerie van Economische Zaken.